# Versuri și Proză
Versuri și Proză a fost o revistă literară și de artă română, cu puternică tentă simbolistică, redactată de Alfred Hefter-Hidalgo și I. M. Rașcu și publicată în Iași din 1912 până în 1916. Aici au apărut scrieri semnate de Barbu Solacolu (sub pseudonim), Benjamin Fondane și Victor Ion Popa.